# Полигнотос Вагис
Полигнотос Вагис или Ваис (на гръцки: Πολύγνωτος Βαγής) е виден гръцки скулптор от ΧΧ век.

## Биография
Роден е на 14 януари 1894 година в Потамия на Тасос в семейството на дърводелеца и резбар Георгиос Вагис и Ангелики Вагис от известен моряшки род от Хидра. В 1911 година, 17-годишен Вагис емигрира в САЩ и се установява в Ню Йорк. Записва се в колежа Копър Юниън, където учи скулптура шест години. В 1918 година, след намесата на САЩ в Първата световна война, Вагис е доброволец в американския флот. До края на войната получава американско гражданство и през 1919 г. се записва в Бо Арт Институт за дизайн в Ню Йорк, където учи скулптура в продължение на три години. През 1920 г. за първи път участва в скулптурни изложби в Националната академия за дизайн и през 1922 г. От 1923 година Вагис вече е добре известен скулптор и участва във всички изложби в Ню Йорк. До края на живота си прави повече от 40 изложби в най-големите музеи на съвременното изкуство в Съединените щати.
На 15 март 1965 година умира в Ню Йорк.
Вагис завещава личната си колекция от скулптури на гръцката държава. Архивът и скулптурна галерия на Вагис са в Кавалския общински музей – неговите „Луни“, „Циклопи“ (1939, камък), „Пророк“ (1925, мрамор), „Marmota monax“ (1933, кестен) и „Куроси“ (гипс). От 1981 година в родното му село работи Общински музей „Полигнотос Вагис“.
- Експонати от Кавалския общински музей
- „Куроси“
- „Луни“